# Тогицу
Тогицу (яп. 時津町 Тогицу-тё:) — посёлок в Японии, находящийся в уезде Нисиноги префектуры Нагасаки. Площадь посёлка составляет 20,77 км², население — 30 107 человек (1 июля 2014), плотность населения — 1449,54 чел./км².

## Географическое положение
Посёлок расположен на острове Кюсю в префектуре Нагасаки региона Кюсю. С ним граничат город Нагасаки и посёлок Нагаё.

## Население
Население посёлка составляет 30 107 человек (1 июля 2014), а плотность — 1449,54 чел./км². Изменение численности населения с 1980 по 2005 годы:
| 1980 | 20 377 чел. |  |
| 1985 | 23 536 чел. |  |
| 1990 | 25 226 чел. |  |
| 1995 | 26 932 чел. |  |
| 2000 | 28 065 чел. |  |
| 2005 | 29 127 чел. |  |

## Символика
Деревом посёлка считается камфорное дерево, цветком — космея.